# Риков Сергій Олександрович
Сергій Олександрович Риков (26 серпня 1957, м. Узин Білоцерківського району, Київської області) — український лікар та науковець у галузі клінічної та профілактичної медицини. Організатор охорони здоров'я України, громадський діяч — Головний дитячий офтальмолог МОЗ України (2000), Головний офтальмолог МОЗ України (2011), Президент Асоціації дитячих офтальмологів України (2000), Головний лікар Київської клінічної офтальмологічної лікарні «Центр мікрохірургії ока» (1987). Заслужений лікар України (1998), професор, завідувач кафедри офтальмології Національної медичної академії післядипломної освіти ім. П. Л. Шупика. Експерт Всесвітньої організації охорони здоров'я (ВООЗ) з Глобальної програми «ЗІР-2020» (2002).
Учень члена-кореспондента НАН України та НАМН України, професора Миколи Марковича Сергієнко (Національна медична академія післядипломної освіти ім. П. П. Шупика МОЗ України) та члена-кореспондента, професора Антоніни Максимівни Нагорної (Інститут медицини праці імені Ю. І. Кундієва НАМН України).

## Біографічні відомості
Професор Риков Сергій Олександрович народився 26 серпня 1957 року в місті Узин Білоцерківського району Київської області у сім’ї службовця. В 1974 році успішно закінчив Білоцерківську середню школу №1. З 1974 по 1975 рік – працював на станції швидкої медичної допомоги м. Біла Церква. З 1975 по 1981 навчався у Вінницькому медичному інституті. В 1981-1982 рр. – лікар інтерн з дитячої хірургії Білоцерківської дитячої лікарні. Протягом 1982 – 1985 років – працював лікарем офтальмологом Білоцерківської дитячої лікарні. У 1985 році поступив до клінічної ординатури на кафедру офтальмології Київського інституту удосконалення лікарів за спеціальністю «Офтальмологія», яку успішно закінчив у 1987 році. Протягом 1987 року працював лікарем офтальмологом офтальмологічного відділення Київської клінічної лікарні №6 «Медмістечко». Впродовж 1988-2014 рр. – головний лікар Київської міської клінічної офтальмологічної лікарні «Центр мікрохірургії ока». З 2000 року – доцент кафедри офтальмології Київської медичної академії післядипломної освіти імені П.Л. Шупика МОЗ України. З 2005 року – працював професором кафедри офтальмології, а з 2009 року по теперішній час – завідувач кафедри офтальмології Київської медичної академії післядипломної освіти імені П.Л. Шупика МОЗ України.

## Освіта
- 1981 — закінчив педіатричний факультет Вінницького медичного інституту імені М. І. Пирогова (Вінницький Національний медичний університет імені М.І. Пирогова)
- 1982 — закінчив інтернатуру з хірургії
- 1987 — закінчив клінічну ординатуру з офтальмології.
- В 1993 році в Одеському Інституті очних хвороб та тканинної терапії ім. акад. В. П. Філатова захистив дисертацію на здобуття наукового ступеня кандидата медичних наук на тему: «Дослідження патогенетичних механізмів короткозорості» (науковий керівник — чл.-кор. АМН України, д.мед.н., проф. М. М. Сергієнко).
- У 2004 році в Національному медичному університеті ім. О. О. Богомольця захистив дисертацію на здобуття наукового ступеня доктора медичних наук на тему: «Наукове обґрунтування системи надання офтальмологічної допомоги населенню України» (наукові консультанти — д.мед.н., проф. А. М. Нагорна; чл.-кор. АМН України, д.мед.н., проф. М. М. Сергієнко).

## Кар'єра
- Лікар-офтальмолог Білоцерківської дитячої лікарні (1982–1985 рр.),
- Лікар-офтальмолог в Київській міській клінічній лікрарні № 6 (1985–1987 рр.).
- Головний лікар Київської клінічної офтальмологічної лікарні «Центр мікрохірургії ока» (1987 — 2015 рр.)).
- У 2000 році обраний на посаду доцента кафедри офтальмології Київської медичної академії післядипломної освіти ім. П. Л. Шупика.
- З 2006 року професор кафедри офтальмології Київської національної медичної академії післядипломної освіти ім. П. Л. Шупика.
- З 2009 року завідувач кафедри офтальмології Київської національної медичної академії післядипломної освіти ім. П. Л. Шупика.

## Лікувальна і наукова діяльність
Професор Риков Сергій Олександрович автор понад 515 наукових праць, 5 підручників, 6 довідників, 18 монографій, 13 посібників та 29 навчально-методичних рекомендацій із сучасної офтальмології.
Автор більше 200 наукових праць з питань організації офтальмологічної допомоги населенню, клінічної та соціальної офтальмології, історії офтальмології, медичної кібернетики.
Автор монографій:
- «Око як система: Структура. Функція. Взаємозв'язок» (2000);
- «Організація офтальмологічної допомоги ВІЛ-інфікованим та хворим на СНІД в Україні» (2002, разом з д.мед.н.Д. В. Варивончиком);
- «Організація медико-соціальної допомоги дітям з вадами зору в Україні» (2003, разом з д.мед.н., проф. Т. В. Крижановською);
- «Профілактика захворювань органа зору у дітей: Навчально-методичний посібник» (2003, разом з д.мед.н., проф. Й. Л. Ферфільфайном);
- «Віхи історії офтальмології України» (2003, разом з д.мед.н. Д. В. Варивончиком);
- «Комп'ютерний зоровий синдром: Посібник для лікарів» (2004, разом з д.мед.н. Д. В. Варивончиком).

Професор Риков С.О. – член ради з питань реформування системи охорони здоров’я при Кабінеті Міністрів України (2009), член комітету по присвоєнню  державних премій України в галузі медицини (2008-2016), голова правління ВГО «Асоціація дитячих офтальмологів України» (2001), головний редактор журналу «Архів офтальмології України» (2015), голова спеціалізованої вченої ради Д.26.613.05 за спеціальністю «Офтальмологія» (2016), голова ЕПК НАМН та МОЗ України «Офтальмологія та тканинна терапія» (2014), голова ЕПК НМАПО імені П.Л. Шупика «Офтальмологія» (2013).
Професор Риков С.О. – має вищу кваліфікаційну категорію за спеціальностями: «Офтальмологія», «Дитяча офтальмологія», «Соціальна медицина».
Головний дитячий офтальмолог МОЗ України (1999-2004).
Головний позаштатний офтальмолог ГУОЗ та МЗ Київської державної адміністрації (2004-2014).
Головний позаштатний офтальмолог МОЗ України (2005-2014).

## Патенти
1. Спосіб моделювання тромбозу вен сітківки (2001);
2. Лазерний пристрій для транспупілярної термотерапії (2003);
3. Процес усунення непрохідності слізно-носових шляхів (2005);
4. Застосування  способу супрациліарної склеротомії за Шахаром як способу хірургічного лікування прогресуючої міопії (2005);
5. Інтрасклеральний імплантат із поліметилметакрилату (2006);
6. Пристрій для вимірювання кута косоокості (2006);
7. Пристрій для діагностики косоокості (2207);
8. Спосіб лікування субретинальної неоваскулярної мембрани при високій ускладненій короткозорості (2008);
9. Спосіб лікування дифузного діабетичного макулярного набряку (2008);
10. Спосіб лазерного лікування субретинальної неоваскулярної мембрани при віковій макулярній дегенерації (2008);
11. Спосіб визначення локалізації патологічної ділянки сітківки ока (2008);
12. Спосіб лікування макулярного набряку як ускладнення тромбозу гілки центральної вени сітківки (2009);
13. Спосіб лазерного лікування ретинопатії недоношених (2008);
14. Мікропризмова лінза комбінованої дії (2010);
15. Пристрій для обстеження додаткового апарат ока, кон´юнктиви та переднього відділу ока у новонароджених (2001);
16. Діагностична лінійка мікропризмових компенсаторів косоокості (2011);
17. Спосіб лікувальної аутосклеропластики рогівки (2013);
18. Спосіб визначення оклюзії мікрокапілярного русла сітківки при ішемічній формі діабетичної макулопатії (2013);
19. Спосіб лікування новоутворення кон'юнктиви (2014);
20. Пристрій для лакримальної інтубації (2014);
21. Спосіб формування опорно-рухової культі очного яблука з дотравматичним розміром (2016);
22. Спосіб формування опорно-рухової культі при енуклеоевісцерації (2016).

## Перелік ключових публікацій
1. Довідник дитячого офтальмолога за 2001-2002 роки (2003);
2. Профілактика захворювань органу  зору у дітей (навчально-методичний посібник, 2003);
3. Довідник дитячого офтальмолога за 2003-2004 роки (2005);
4. Комп'ютерний зоровий синдром (посібник для лікарів, 2005);
5. Скринінг та профілактика офтальмологічної патології у дітей (навчальний посібник, 2005);
6. Профілактика дитячої сліпоти (навчальний посібник для лікарів, 2005);
7. Організація роботи з профілактики офтальмологічної патології у дітей (навчальний посібник для лікарів, 2005);
8. Дитяча сліпота та слабкозорість в Україні:  ситуаційний аналіз (навчальний посібник, 2005);
9. Очні хвороби, лікування та профілактика (довідник, 2005);
10. Офтальмологічна допомога в Україні за 2001-2005 роки (довідник,  2006);
11. Реконструктивна хірургія радужної оболонки (навчальний посібник, 2006);
12. Організація офтальмологічної допомоги на сучасному етапі. (довідник, 2008);
13. Захворювання рогівки (монографія, 2009);
14. Офтальмологічна допомога в Україні за 2008-2009 роки. (довідник, 2010);
15. Сліпота та слабкозорість. Шляхи профілактики в Україні (навчальний посібник, 2012);
16. Офтальмологічна допомога в Україні за 2006–2011 роки (довідник, 2012);
17. Неонатологія. Глава 35. Ретинопатія недоношених дітей (навчальний посібник, 2012);
18. Офтальмологія (підручник для студентів ВНЗ та лікарів-інтернів сімейної медицини, 2012);
19. Еталони практичних навиків для лікарів загальної практики – сімейної медицини (навчально-методичний посібник для лікарів загальної практики, 2013);
20. Офтальмологічна допомога. Нормативно - правове забезпечення (навчально-методичний посібник для лікарів офтальмологів, 2014);
21. Медицина невідкладних станів: швидка і невідкладна медична допомога. Розділ офтальмологія (підручник, 2013);
22. Медицина невідкладних станів: швидка і невідкладна медична допомога. Розділ офтальмологія (підручник, 2015);
23. Офтальмологічна допомога в Україні за 2005-2014 роки (аналітично-статистичний довідник, 2015);
24. Діти з порушеннями зору в умовах інклюзивної освіти (навчально-методичний посібник, 2016);
25. Rykov S. A., Pasyechnikova N.V., Suk S.A., Saksonov S.G., Korol A.R. The optimization of the management of patients with choroidal neovascularization caused by pathologic myopia // 105 DOG-Kongress.- Estrel, Berlin, 2007;
26. Rykov S., Saksonov S. Infrared Laser in the Micropulse Mode for the Treatment of Diabetic Macular Edema. // Retina Today; Tissue-sparing Micropulse Diod Laser Photocoagulation in Practice; April 2011.;
27. Rykov S., Suk S., Saksonov S., Kuznecova T. Advantages of Subthreshold Micropulse 577 nm Yellow Laser in Comparison with Classic Focal-Grid Laser Photocoagulation in Cystoid Macular Edema Secondary to BRVO. Herausforderungen in der Augenheilkunde // DOG-Kongress 29/9-2/10/2011, Estrel, Berlin; DOG Deuthe Ophtalmologische Gesellschaft; Die wissenshaftliche Gesellschaft der Augenärtze;
28. Rykov S., Denisuk N., Suk S., Saksonov S. Intravitreal Ranibizumab for Choroidal Neovascularization Secondary to Patologic Myopia. Herausforderungen in der Augenheilkunde; DOG-Kongress 29/9-2/10/2011, Estrel, Berlin; DOG Deuthe Ophtalmologische Gesellschaft; Die wissenshaftliche Gesellschaft der Augenärtze;
29. Rykov S., Pasechnikova N., Suk S., Saksonov S. Prophylactic treatment of age-related maculopathy with 577-nm subthreshold MicroPulse laser. // Retinal Physician. - September 2011;
30. Rykov S., Suk S., Saksonov S., Kuznecova T., Parkhomenko O. Advantages of subthreshold Micropulse yellow 577 nm coagulation in comparison with classic focal-grid laser photocoagulation in cystoid macular edema secondary to BRVO. Vascular diseases and Diabetic Retinopathy Poster presentations //11-th EURETINA Congress.- London, UK, May 2011;
31. Rykov S., Parkhomenko O., Mogilevskiy S. Improved method of fundus photography for screening of diabetic retinopathy and maculopathy with the help of smartphone //15-th Congress of European Society of Retina Specialists: 17-20 September 2015 – Nice.

## Міжнародна співпраця
Професор Риков С.О тісно співпрацює з іноземними та вітчизняними партнерами, наукова робота здійснюється у співпраці з Колумбійським університетом фірмою «Керавіжен» (США), кафедрою офтальмології Люблінської медичної академії (Польща), Лондонським королівським шпиталем  (Moorfields Eye Hospital) (Велика Британія) та королівським шпиталем Едварда VII (King Edward VII Hospital, Windsor) (Велика Британія), медичною школою університету Індіани (School of medicine Indiana University, Fort Wayne, США), ДУ інститутом медицини праці НАН України, інститутом фізіології імені О.О. Богомольця НАН України, інститутом біомедичної техніки Національного технічного університету України «КПІ»,  Інститутом проблем реєстрації інформації НАН України та інститутом кібернетики НАН України. 
Володіє українською, російською та англійською мовами.

## Хобі
Живопис, спортивна ловля риби.